# Лєрман Ольга Леонідівна
Ольга Леонідівна Лєрман (рос. Ольга Леонидовна Лерман; нар. 25 березня 1988, Баку, Азербайджан) — російська акторка кіно та театру.

## Життєпис
Ольга Лєрман народилася 25 березня 1988 року в Баку в театральній родині (батько — Фуад Османов, актор Російського драматичного театру Баку імені Самеда Вургуна; мати — Вікторія Лєрман, помічник режисера в цьому ж театрі).
Навчалася в Бакинському хореографічному училищі (після переїзду в Краснодар перевелася і закінчила Краснодарське хореографічне училище).
Ольга Лєрман хотіла вступити до МХАТ, але пройшла конкурс в інститут ім. Щукіна.
У 2011 році закінчила Вище театральне училище імені Бориса Щукіна (курс Ю. Б. Ніфонтова).
У тому ж році прийнята в трупу московського Театру імені Євгена Вахтангова.

## Роботи у театрі
Театр Сатири
- «Ненсі»

Театр Вахтангова
- «Євгеній Онєгін»
- «Отелло»
- «Анна Кареніна»
- «Берег жінок»
- «За двома зайцями»
- «Незаученная комедія»

## Фільмографія
- 2017 — «Ной відпливає» (у виробництві)
- 2017 — «Мужики і баби» (у виробництві)
- 2016 — «Будинок на краю лісу» — Віра Ковальова
- 2015 — «Країна чудес» — Анжела, наречена
- 2015 — «Зведені долі» — Аня Бєльська, вчитель російської мови
- 2014 — «Самотній за контрактом» — Лілія Фіалко
- 2013 — «Шулер» — Майя, внучка Бориса Аркадійовича
- 2013 — «Петро Лещенко. Все що було...» — Катя Зав'ялова в юності
- 2012 — «У театрі» (короткометражний)
- 2011 — «Красунчик» — Саша Цвєткова, архітектор
- 2010 — «Кохання та інші дурниці» — Ксюша

## Нагороди
- 2012 «Кришталева Турандот» Найкращий дебютант (Анна в спектаклі «Анна Кареніна» Театр ім. Євгенія Вахтангова)[1].